# Hávord
Hávord (románul: Hovrila, németül: Schaumdorf) falu Romániában, Máramaros megyében. Közigazgatásilag Nagysomkúthoz tartozik.

## Fekvése
Máramaros megyében, Nagysomkúttól délre, Törökfalu és Kővárgara szomszédságában fekvő település.

## Története
Hávord a kővári uradalomhoz tartozott, és a Drágfy család birtoka volt. 1555 után, a Drágfy család kihaltával a Kővárvidék része, és koronabirtok lett.
A 18. században a gróf Teleki család volt a falu földesura. A 20. század elején a községnek nagyobb birtokosa nem volt. A település neve a 20. század elejéig Hovrilla volt.
Borovszky az 1900-as évek elején írta a községről: oláh kisközség a nagysomkúti járásban, 74 házzal, 321 görögkatolikus lakossal. Határa 595  hold. A község postája, távírója és vasúti állomása Nagysomkút.
Hávord a trianoni békeszerződés előtt Szatmár vármegye nagysomkúti járásához tartozott.

## Nevezetességek
- Görögkatolikus temploma 1884-ben épült.